# Trigonidiidae
Trigonidiidae Saussure é uma família composta por grilos Grylloidea que medem aproximadamente 1cm, que ocupam desde lugares alagados, bem como a serapilheira, e até lugares como a superfície adaxial de folhas de pterodófitas. A família apresenta distribuição mundial, composta por duas subfamílias, sendo elas Nemobiinae Saussure, 1877 e Trigonidiinae Saussure, 1874. O que difere uma da outra é a presença de um espinho ou esporão tibial presente somente em Nemobiinae. Nemobiinae apresenta 5 tribos, sendo elas Burcini Gorochov, 1986; Grylliscini Gorochov, 1986; Marinemobiini, Gorochov, 1985; Nemobiini Saussure, 1877 e Pteronemobiini Vickery, 1973. Trigonidiidae apresenta 2 tribos, sendo elas Phylloscyrtini Chopard, 1968 e Trigonidiini, Saussure, 1874.
Para o Brasil são registrados um total de 10 gêneros de Nemobiinae, sendo eles: Amanayara de Mello & Jacomini, 1994; Argizala Walker, 1869; Hygronemobius Hebard, 1913; Kevanemobius Bolfarini & de Mello, 2012; Nemobius Serville, 1838; Pepoapua Jesus & Pereira, 2017; Pepoyara de Mello & Capellari, 2012; Phoremia Desutter-Gradcolas, 1993; Pteronemobius Jacobson, 1904 e Zucchiella de Mello, 1990. Para Trigonidiinae há um total de 6 gêneros, sendo eles Anaxipha Saussure, 1874; Cranistus Stal, 1861; Cyrtoxipha Brunner von Watternwil, 1873 Phyllopalpus Uhler, 1864; Phylloscyrtus Guérin-Méneville, 1844 e Symphyloxiphus Rehn, 1906.

## Histórico taxonômico
Durante o último século, a subfamília Nemobiinae mudou seu status para família, subfamília de Gryllidae, subfamília de Trigonidiidae. Trigoniinae sempre foi vinculada a Trigonidiidae. Baseado nas classificações mais antigas, Bruner (1916) apresentou 12 famílias para Achetoidea, atual Grylloidea (Achetidae, Eneopteridae, Gryllomorphilidae, Myrmecophilidae, Mogoplistidae, Trigonidiidae, Oecanthidae, Phalangopsidae, Pentacentridae, Podoscirtidae, Stenogryllidae e Nemobiidae).
Nas classificações posteriores, Chopard (1956, 1968, 1969) determina uma certa variação no número de famílias. Em 1956 são apresentadas 9. Em 1968 e 1969 são apresentadas 12. Nemobiinae foi proposta como subfamília de Gryllidae, os gêneros atuais de Nemobiinae. Chopard (1956) infere Miogryllus sp. e Acheta sp., representantes atuais de Gryllinae, como próximos de Argizala sp. e Hygronemobius sp., representantes atuais de Nemobiinae.
Anos após são apresentadas 10 famílias (Gryllotalpidae, Gryllidae, Myrmecophilidae, Scleropteridae, Pentacentridae, Cacoplistidae, Pteroplistidae, Oecanthidae, Trigonidiidae e Eneopteridae), incluindo Nemobiinae como subfamília de Gryllidae.
As classificações propostas por Chopard, 1956, 1968, 1969 se detinham somente aos caracteres externos, diagnosticando Nemobiinae pelo metatarso não sulcado e veia média da tégmina não dividida. Entretanto, Desutter (1987, 1988, 1990) passa a classificar os grilos pela morfologia da genitália masculina.
A mesma classificação morfológica foi feita por Gorochov (1986), colocando Nemobiinae como grupo irmão de Trigonidiinae, dentro de Gryllidae.
A classificação de Nemobiinae como subfamília de Gryllidae se manteve até a década de 80 quando os trabalhos de Desutter foram publicados. Desutter (1987) propôs 9 famílias para Grylloidea (Pteroplistidae, Oecanthidae, Neoaclidae, Paragryllidae, Phalangopsidae, Trigonidiidae, Podoscirtidae, Gryllidae e Eneopteridae), passando a posicionar Nemobiinae como subfamília de Trigonidiidae.
Desutter (1987, 1988, 1990) classificou os grilos neotropicais por meio da genitália em três superfamílias, sendo elas: Gryllotalpoidea, Mogoplistoidea e Grylloidea, esta última subdividida em Gryllidae, Eneopteridae, Podoscirtidae, Pentacentridae e Trigonidiidae.
Apesar de toda mudança de status de Nemobiinae, as classificações trazem a subfamília como grupo irmão de Trigonidiinae. Estudos filogenéticos e moleculares recentes testaram a monofilia da família Trigonidiidae, e através dos resultados foi visto que os grilos compõe duas superfamílias, sendo elas Grylloidea e Gryllotalpoidea. Gryllotalpoidea composta por Gryllotalpidae e Myrmecophilidae, e Grylloidea composta por Gryllidae, Phalangopsidae, Mogoplistidae e Trigonidiidae, subdividida em Nemobiinae e Trigonidiinae.

Morfologia de algumas espécies de Trigonidiidae
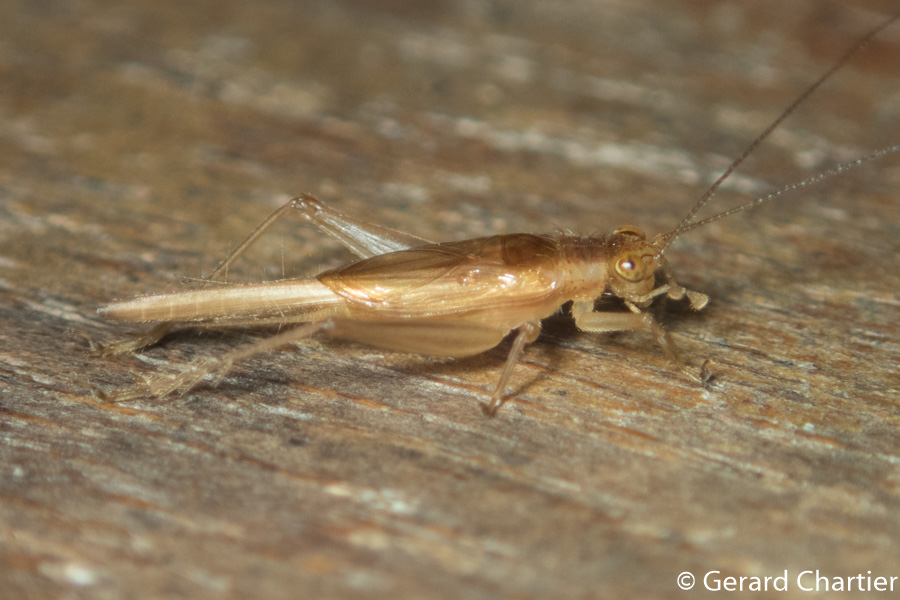
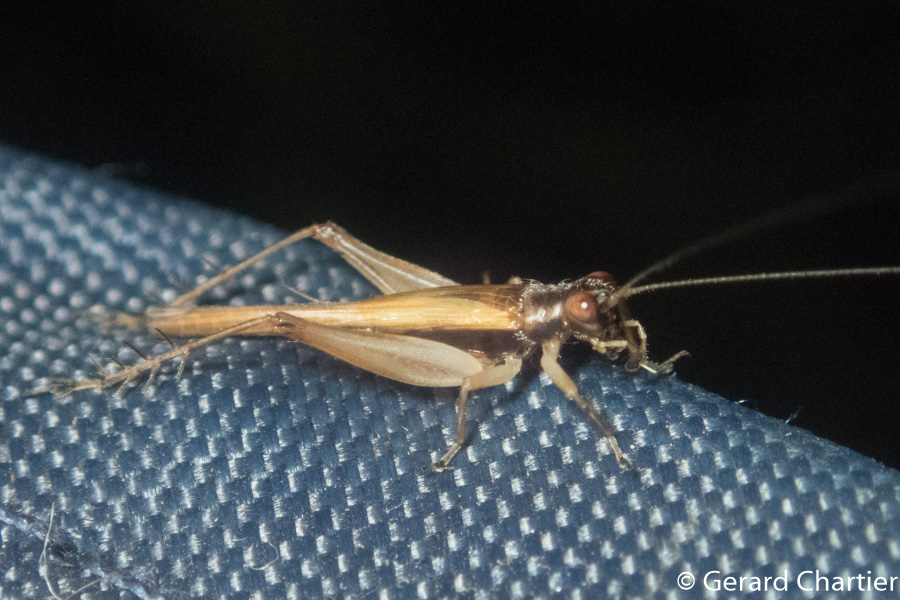
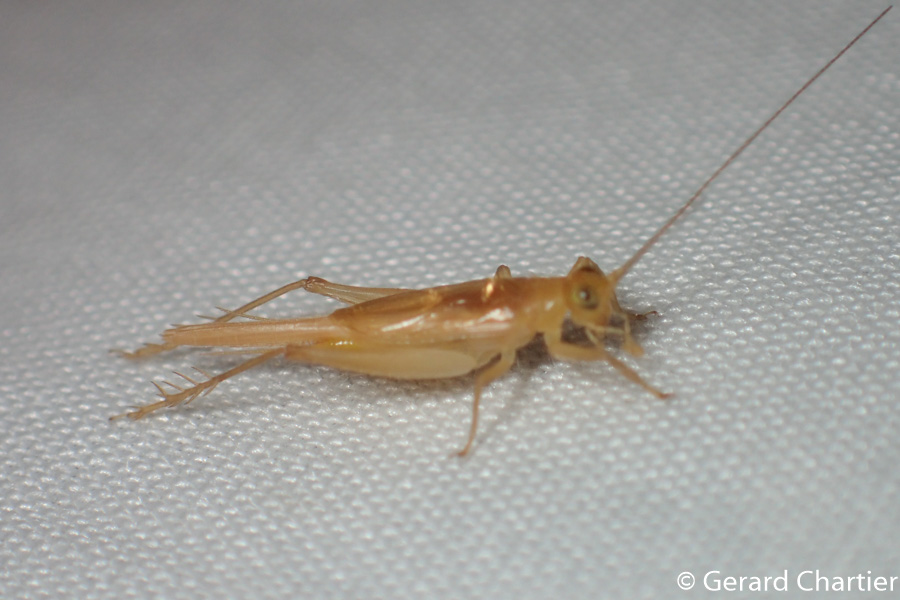
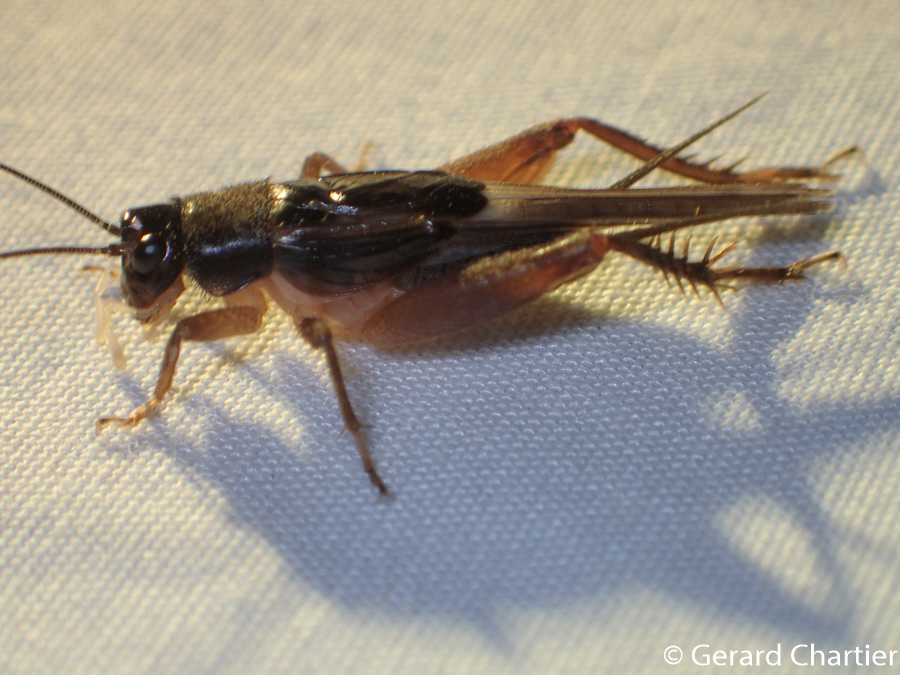
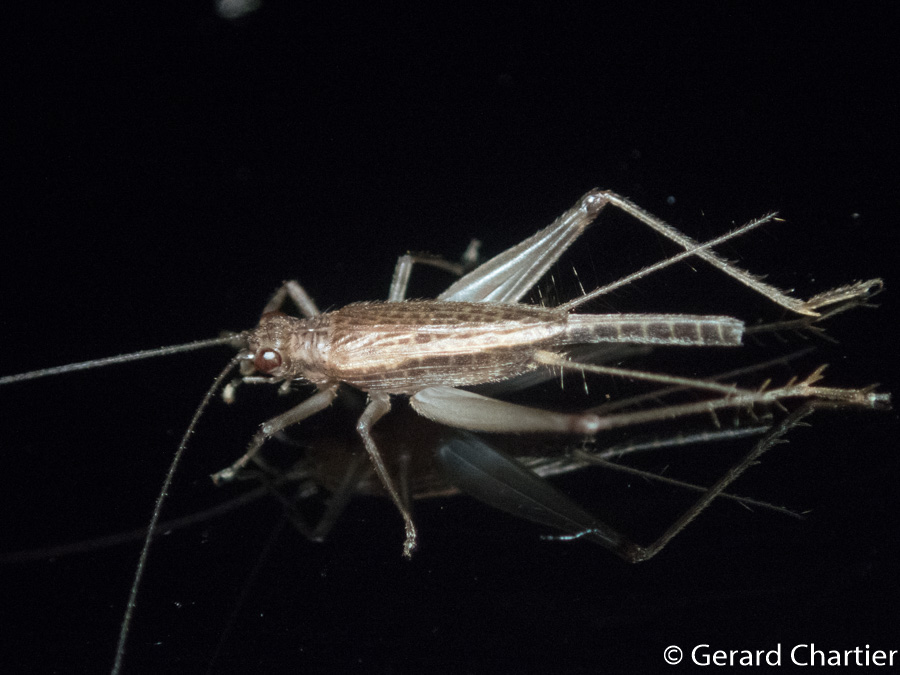

## Diagnose
Trigonidiidae
Espécies muito pequenas- tíbias posteriores não serruladas - 1º tarsômero do tarsa posterior sem espinhos dorsais - Quando há aparelho estridulador, harpa atravessada por uma única nervura longitudinal. Genitália Machos: complexo de tamanho muito pequeno, alongado e achatado; epífalo muito recortado na base.
Trigonidiinae
Espécies delgadas e finas - 2º tarsômero achatado - garras serrilhadas - Tégmina do macho: espelho bem formado e desenvolvido
Nemobiinae
Espécies de aparência mais atarracada - 2º tarsômero não achatado - Garras não serrilhadas – Tégmina do macho: espelho pouco desenvolvido.
Diversidade do grupo
Atualmente Trigonidiidae apresenta um número de 28.782 espécies válidas distribuídas pelo mundo, menos nos polos. No Brasil são encontradas somente 45 espécies.

## Lista de espécies

#### Trigonidiidae Saussure, 1874
- Nemobiinae Saussure, 1877
- Amanayara de Mello & Jacomini, 1994
- Amanayara bernardesi Pereira, Sperber & Lhano, 2010
- Amanayara helenae Pereira, Sperber & Lhano, 2010
- Amanayara jutinga de Mello & Jacomini, 1994
- Amanayara piuna de Mello & Jacomini, 1994
- Amanayara ribasi Pereira, Sperber & Lhano, 2010
- Argizala Walker, 1869
- Argizala brasilensis Walker, 1869
- Hygronemobius Hebard, 1913
- Hygronemobius albipalpus (Saussure, 1877)
- Hygronemobius basalis (Walker, 1869)
- Hygronemobius dialeucus Martins & Pereira, 2014
- Hygronemobius dissimilis (Saussure, 1874)
- Hygronemobius duckensis Martins & Pereira, 2014
- Hygronemobius guriri Pereira, Miyoshi & Martins, 2013
- Hygronemobius indaia Pereira, Miyoshi & Martins, 2013
- Hygronemobius iperoigae Pereira, Miyoshi & Martins, 2013
- Kevanemobius Bolfarini & de Mello, 2012
- Kevanemobius paulistorum Bolfarini & de Mello, 2012
- Nemobius Serville, 1838
- Nemobius piracicabae Piza, 1968
- Pepoapua Jesus & Pereira, 2017
- Pepoapua cariacica Jesus & Pereira, 2017
- Pepoyara de Mello & Capellari, 2012
- Pepoyara jagoi de Mello & Capellari, 2012
- Phoremia Desutter-Gradcolas, 1993
- Phoremia circumcincta Mesa, Ribas & García-Novo, 1999
- Phoremia nigrofasciata Mesa, Ribas & García-Novo, 1999
- Pteronemobius Jacobson, 1904
- Pteronemobius (Pteronemobius) chapadensis (Bruner, 1916)
- Pteronemobius (Pteronemobius) picinus (Walker, 1869)
- Pteronemobius (Pteronemobius) rufus (Saussure, 1877)
- Zucchiella de Mello, 1990
- Zucchiella atlantica de Mello, 1990
- Zucchiella matiottiae Pereira, Sperber & Lhano, 2011

### Trigonidiinae Saussure, 1874
- Anaxipha Saussure, 1874
- Anaxipha conspersa (Bruner, 1916)
- Anaxipha esau Rehn, 1918
- Anaxipha fistulator Rehn, 1918
- Anaxipha incompta (Walker, 1869)
- Anaxipha lanceolata (Walker, 1869)
- Anaxipha nitida (Chopard, 1912)
- Anaxipha pallens (Stål, 1861)
- Anaxipha paraensis Rehn, 1918
- Anaxipha simulacrum Rehn, 1918
- Anaxipha stramenticia Rehn, 1918
- Anaxipha variegata (Chopard, 1912)
- Cranistus Stal, 1861
- Cranistus canotus (Saussure, 1878)
- Cranistus colliurides Stål, 1861
- Cyrtoxipha Brunner von Watternwil, 1873
- Cyrtoxipha pernambucensis Rehn, 1920
- Phyllopalpus Uhler, 1864
- Phyllopalpus batesii Kirby, 1906

### Phylloscyrtus Guérin-Méneville, 1844
- Phylloscyrtus amoenus Burmeister, 1880
- Symphyloxiphus Rehn, 1906
- Symphyloxiphus abbreviatus (Bruner, 1916)
- Symphyloxiphus pulex Rehn, 1917

## Comportamento

Disposição geral de Nemobiinae em cópula. Fêmea acima e macho abaixo.Foto via Fulton, 1931

Os machos deste grupo, além de atraírem as fêmeas com seus sinais, apresentam estratégias para manutenção das fêmeas na proximidades e também para aumentar a duração da cópula.
Os grilos da subfamília Nemobiinae apresentam como principal característica a presença de um espinho tibial. Este espinho serve como um presente nupcial para as fêmeas, das quais se alimentam durante o processo de cópula. Então, durante a cópula, as fêmeas roem este espinho e passam a se nutrir do líquido que é secretado pelo espinho. Alguns autores sugerem que este líquido é a hemolinfa, devido sua composição, e que pode fornecer nutrientes, bem como células do sistema imune para a fêmea.
Em Trigonidiinae não há um comportamento tão marcante como em Nemobiinae. Em Trigonidiinae há determinadas espécies, como Phyllopalpus pulchelus, que apresentam um número maior de espermatóforos produzidos. Estas eversões múltiplas também são encontradas em grilos de outras famílias. Além do grilo Cranistus colliurides que emite um sinal acústico para a fêmea depois da cópula, sendo este o som pós cópula. Este sinal pode ser responsável por manter a fêmea próxima do macho depois da cópula ou evitar que esta retire o espermatóforo.

## Bioacústica
Devido à presença de um exoesqueleto com uma musculatura associada, a flexibilidade das tégminas desse grupo corresponde a sinais acústicos que variam entre 6kHz, como no caso dos grilos Phylloscyrtus amoenus, Cranistus colliurides e Anaxipha sp., e 9kHz como no grilo Argizala brasiliensis.
Embora o exoesqueleto e a flexibilidade das tégminas limite a capacidade sonora destes grilos, o repertório destes insetos é muito variado, apresentando som de chamado, corte e agressividade. Os sinais acústicos são a extensão do fenótipo do indivíduo, informando aos espécimes próximos sua localização e qualidades genéticas. Através disso, machos sinalizam de seu território para atrair fêmeas para a cópula.
Os sinais acústicos destes grilos variam também quanto a sua duração. De acordo com a nomenclatura apresentada para os sinais dos grilos, seus sinais poder ser do tipo trill ou chirp. O trill é característico por ser um sinal contínuo ou ininterrupto, apresentado pelos grilos, enquanto que o chirp é um sinal descontínuo. Vale ressaltar que os grilos não possuem aprendizado sonoro, então não irão emitir sinais diferentes no mesmo contexto comportamental. Logo, cada espécie possui um sinal intraespecífico do seu repertório voltada para um determinado comportamento.
Considerando que há estruturas que absorvem e atenuam o som, como a estrutura foliar, dentro desta família há algumas estratégias para maximizar seus sinais acústicos, de forma a aumentar o seu alcance. No gênero Anaxipha sp. algumas espécies utilizam a borda foliar para direcionar os seus sinais acústicos para determinadas direções de interesse, podendo ou não ser favorecido pelo vento. Diferente dos grilos Oecanthus e Anurogryllus, que utilizam tocas e buracos em folhas, respectivamente.
O repertório dos grilos desta família apresenta os sinais de chamado, corte e agressividade, sendo estes os mais comuns em Grylloidea. Mas há exceções, como no grilo Cranistus colliurides, que além destes três sinais, também conta com o som pós cópula em seu repertório.

## Ecologia
A maioria dos grilos da subfamília Nemobiinae ocupam ambientes com maior umidade como serrapilheira, ou até alagados, como banhados. Dentre a vegetação de regiões alagadas, estes grilos podem ser encontrados sob estágio de ninfa e adulto, principalmente fêmeas. Machos adultos geralmente encontram-se em locais mais abertos, para emitir seus sinais acústicos, ou até acima da água devido a tensão superficial provocada por seus apêndices.
Grilos da subfamília Trigonidiinae não necessitam de um ambiente com maior umidade para viver. Diferente dos Nemobiinae, estes grilos vivem em meio a vegetação rasteira ou até mais alta, lugar este onde emitem seus sinais acústicos, se alimentam e reproduzem. Estes grilos possuem uma maior atividade noturna, onde podem ser vistos se locomovendo acima de folhas, pelo solo ou até próximos de fontes luminosas.

## Coleta
As grilos das duas subfamílias podem ser capturados em coletas ativas, em regiões alagadas, como os Nemobiinae, ou em meio a vegetação rasteira, como os Trigonidiinae. Armadilhas luminosas também são eficazes, mas somente para Trigonidiinae.